# Netelia nigripectus
Netelia nigripectus är en stekelart som först beskrevs av William Harris Ashmead 1890.  Netelia nigripectus ingår i släktet Netelia och familjen brokparasitsteklar. Inga underarter finns listade i Catalogue of Life.